# Sparrow (missile)
Pour les articles homonymes, voir Sparrow.
Ne doit pas être confondu avec AIM-7 Sparrow ou RIM-7 Sea Sparrow.
La famille de missiles Sparrow ou Ankor (hébreu : דרור, soit « moineau ») est une famille de missiles balistiques à carburant solide guidé par navigation inertielle et Global Positioning System destinés à servir d'engin cible conçus par l'entreprise israélienne Rafael Advanced Defense Systems et l'entreprise américaine Raytheon,. 
Elle comprend le Black Sparrow, le Blue Sparrow et le Silver Sparrow.

## Historique
Basé sur le missile air-sol Popeye(désignation aux États-Unis : AGM-142 Have Nap), de nombreux composants sont fabriqués aux États-Unis et l’assemblage a lieu en Israël. [réf. souhaitée]
Il entre en service à la fin des années 1990, avec une capacité opérationnelle initiale en 1996, à l'origine comme cible pour les missiles antimissile Arrow dont les tirs d’essais commence à partir du 14 septembre 2000. Il sert également lors de trois tests du missile franco-italien ASTER entre 2010 et 2013,.

## Black Sparrow
Le Black Sparrow est un missile aérobalistique à un étage propulsé au propergol solide d’une longueur de 4,85 m, à 53 cm de diamètre, et d'une masse de 1 275 kg stabilisé par quatre ailettes aérodynamiques situées dans son empennage. 
Le missile est lancé depuis un avion de chasse (F-15I pouvant emporter un seul engin) et permet de simuler l'arrivée d'un missile ennemi, en l’occurrence un Scud-B, sur une zone prédéfinie. Six secondes après son largage, l'engin-cible allume son propulseur et grimpe à une altitude de 90 km. Lorsqu'elle atteint son apogée, il plonge à Mach 5 vers un point situé dans la zone de test. [réf. souhaitée]
Il permet ainsi de tester les systèmes de défense antimissiles d'un pays.

## Blue Sparrow
Le Blue Sparrow représente la seconde génération de cette famille. Il s'agit également d'un missile aérobalistique. Il mesure 6,51 m de long, sa masse est environ 1 900 kg et il a deux étages, un booster et un véhicule de rentrée, d’un diamètre allant de 526 à 737 mm selon les sections. Il simule un Scud-C et les engins de cette catégorie comme le missile iranien Shahab-3. Son premier tir d'essai a lieu le 15 avril 2008. Il est lancé d’un F-15. L'agence américaine chargée de la défense antimissile envisage de le faire transporter par un Lockheed L-1011 TriStar modifié pouvant lancer une salve de 4 engins afin de l’utiliser pour le test des RIM-161 Standard Missile 3 des navires de l’United States Navy.

## Silver Sparrow
Le Silver Sparrow représente la troisième génération de cette famille et entre en service en 2013. Sa masse est environ de 3 130 kg et il mesure 8,4 m de long. Il simule un missile balistique longue portée pour les essais de l’Arrow 3. 
Un tir d’essai d’un ou deux engins-cibles TM-91C basé sur le missile antimissile Arrow le 3 septembre 2013 provoquant une réaction médiatique de la Russie est confondu par des médias avec un essai du Silver Sparrow. L'Arrow effectue son premier tir d'essai d'interception le 10 décembre 2015 en frappant un Silver Sparrow dans l'espace.